# Nagy Lajos (politikus)
Nagy Lajos (Kisköre, 1915. április 18. – Eger, 1993. október 19.) közgazdász, a Független Kisgazdapárt és a Demokrata Néppárt országgyűlési képviselője.

## Élete

### Gyermek- és ifjúkora
Vitéz Nagy Lajos gazdálkodó és Csutor Mária egyedüli gyermeke. Szülei 100 kat. holdon gazdálkodtak. Római katolikus vallásban nevelkedett. Édesapja Kisköre közéletének aktív alakítója és elismert személyisége volt.
Szülőfalujában, Kiskörén (2005 óta város) végezte el elemi iskoláját. Kunhegyesen majd Grazban tanult tovább, érettségijét Gyöngyösön 1934-ben szerezte meg. Felsőfokú tanulmányait a Magyar Királyi József Műegyetemen végezte, ahol 1939-ben szerzett közgazdasági diplomát. Ekkor behívták katonának a huszárezredhez. Elvégezte a tiszti iskolát, és utána Budapesten, Szabadkán valamint Nyíregyházán teljesített szolgálatot. 1942-ben leszerelt, de '44 májusában ismét behívták katonának. 1944 júliusa és 1945 januárja között a szovjet fronton harcolt. Még 1945 tavaszán is behívták katonának, akkor már az új, a szovjetek oldalán harcoló hadseregbe, ahol egy felderítő-zászlóalj parancsnoka lett.

### Politikai pályája
Leszerelése után szülei földjén gazdálkodott. A közéletben is a szülői mintát követte, és 1945-ben belépett a Független Kisgazdapártba, (édesapja a párt megyei vezetője volt). Az 1945. november 4-i nemzetgyűlési választáson Heves és Nógrád-Hont vármegyei választókerületben a Nemzetgyűlés tagjává választották. Ő volt a katonatisztek B-listázását végrehajtó bizottság elnöke, valamint ő volt 1947-ben a Magyar Parasztszövetség utolsó elnöke. A többi párt 1947-es választások előtt a többi párt nem járult hozzá, hogy az FKGP színeiben induljon, így a Demokrata Néppárt mellett döntött. Alapító tagja lett a párt egri szervezetének, és az 1947. augusztus 31-i országgyűlési választásokon ismét Heves és Nógrád-Hont vármegyéből bekerült az Országgyűlésbe. Tagja lett a párt Végrehajtó Bizottságának, valamint ő lett a DNP frakciójának vitarendezője. A frakció megszűnése után független képviselőként folytatta tovább munkáját.

### A diktatúra idején
Mandátumának lejárta után budapesti vagyontárgyait elkobozták, és kitiltották a fővárosból. 1950 júliusában pedig "mezőgazdasági szabotázs" vádjával letartóztatták, augusztus közepén engedték el. 100 kat. holdas birtokát és tanyáját lefoglalták, szakképzettségének megfelelő munkát pedig nem vállalhatott. 1965-ben kapott csak nem fizikai munkát, akkor a Budapesti Vízügyi Vállalatnál adminisztrátorként alkalmazták, 1980-as Egerbe költözése után a Heves Megyei Vízügyi Vállalatnál folytatta tovább munkáját, és 1983-ban mint a vállalat irodavezetője ment nyugdíjba.

### A rendszerváltás idején
A rendszerváltás időszakában a Demokrata Néppárt, mai nevén Kereszténydemokrata Néppárt is újonnan megkezdte működését. Nagy Lajos részt vett az egri szervezet újjáalakításában és irányította is azt. Mint a DNP régi országgyűlési képviselője, tagja lett a párt Intézőbizottságának. Az 1990-es magyarországi országgyűlési választáson tervbe volt véve indulása, de súlyosbodó egészségi állapota miatt visszalépett az indulástól. 1992-ben megkapta a Barankovics-emlékérmet.